# Grego eólico
Eólico ou eólio (também conhecido como grego lésbio) é um termo linguístico usado para descrever um conjunto de sub-dialetos arcaicos do grego antigo, falados principalmente na Beócia, região da Grécia central, na ilha de Lesbos, próxima à costa da Ásia Menor, e em outras colônias gregas.
O dialeto eólico apresentava diversos arcaísmos, em comparação com outros dialetos gregos, como o jônico, o ático e o dórico, entre outros, assim como diversas inovações. O eólico é relativamente conhecido por ter sido o idioma usado nos escritos da poetisa Safo, e por Alceu de Mitilene; a poesia eólica, da qual o exemplo mais famoso é a própria obra de Safo, usa na maior parte do tempo quatro métricas clássicas conhecidas como as eólicas, que são: glicônica (a forma mais básica do verso eólico, o verso hendecassilábico, a estrofe sáfica, e a estrofe alcaica (as últimas duas receberam o nome em homenagem a Safo e Alceu, respectivamente).
Em Protágoras, de Platão, Pródico chama o dialeto eólico de bárbaro, ao referir-se a Pítaco de Mitilene:

Ele não sabia distinguir as palavras corretamente, pois era de Lesbos, e havia sido criado com um dialeto bárbaro.
O dialeto eólico soava tão estranho aos atenienses na época de Sócrates e Platão a ponto de ser denominado - talvez por um certo orgulho exclusivista no estilo literário ático - barbaros.

## Características
- A labiovelar original do proto-indo-europeu (e do proto-grego) *kʷ se transformou em p no eólico, enquanto os dialetos ático-jônico, arcado-cipriota e dórico apresentam o t antes do e e do i (ex.: ático τέτταρες, jônico τέσσερες, dórico τέτορες ~ lésbio πίσυρες, beócio πέτταρες, "quatro" < PIE *kʷetu̯ores). Este tratamento das labiovelares encontra um equivalente exato no proto-celta, especialmente no ramo conhecido como celta-P, e nas línguas sabélicas.
- O ā longo do proto-grego foi mantido em todas as posições do eólico, em contraste ao que ocorre no dialeto ático-jônico, que o transformava num ē longo e aberto (ex.: ático-jônico μήτηρ ~ eólico μάτηρ, "mãe" < IE *meh₂ter-).
- O dialeto eólico fazia uso extenso das conjugações verbais ditas "atemáticas", ou seja, conjugações que terminavam em -mi (ex.: ático-jônico φιλέω, φιλῶ ~ eólico φίλημι, "amar"). O mesmo pode ser encontrado no irlandês, onde esta seleção foi generalizada (-im).
- No dialeto lésbio, o acento tônico de todas as palavras parece recessivo ("barytonesis"), como é típico de verbos dos outros dialetos (ex.: ático-jônico ποταμός ~ lésbio πόταμος, "rio").
- A terminação infinitiva atemática do dialeto eólico é -men (no lésbio também -menai), como nos dialetos dóricos, enquanto o ático-jônico apresenta -(e)nai (ex.: ático-jônico εἶναι ~ lésbio ἔμμεν, ἔμμεναι, tessálio e beócio εἶμεν). No dialeto lésbio esta terminação também abrange a conjugação temática (ex.: ἀγέμεν).
- No eólico lésbio, o fenômeno da "psilose" ocorria, como no dialeto jônico; isto consiste na ausência da aspiração nas vogais iniciais, frequentemente resultado da perda do Σ (sigma) e do Ϝ (digama) (ático ἥλιος ~ jônico ἠέλιος, lésbio ἀέλιος, "sol" < proto-grego *hāwelios < PIE *seh₂u̯elios, suh₂lios).
- No tessálio e no boécio a semivogal proto-indo-europeia (e proto-grega) w (digama) foi mantido no início das palavras, como o foi também no dialeto dórico (ex.: ático-jônico ἔπος ~ beócio, dórico ϝέπος "palavra", "épico" < PIE u̯ekʷ-es-, cf. latim vōx).
- No beócio o sistema vocálico foi, em muitos casos, alterado numa maneira que era reminiscente da atual pronúncia do grego moderno: ático-jônico αι (/ai/) ~ beócio η (/e:/) ~ grego moderno αι (/e/); ático-jônico η (/e:/) ~ beócio ει (/i:/) ~ grego moderno ει (/i/); ático-jônico οι (/oi/) ~ beócio υ (/y:/) ~ grego moderno οι (/i/).
- Os encontros consonantais originais do indo-europeu, *-sm-, -sn-, -sr-, -sl-, -ms-, -ns-, -rs-, -ls-, foram assimilados com -mm-, -nn-, -rr-, -ll-. Os dialetos ático-jônico e dórico adquirem em seu lugar uma líquida / nasal curta e o alongamento compensatório (ex.: ático-jônio εἰμί ~ eólico ἔμμι < PIE *h₁ésmi).
- Os substantivos da primeira e segunda declinação usam terminações em -αις/-οις para o acusativo plural e -αισι(ν)/-οισι(ν) para o dativo plural. A primeira conjugação masculina do particípio aoristo é -αις (ex.: λυσαις, e não λυσας).